# Корейці в Україні
Корейці в Україні — національна меншина, представлена переважно вихідцями з Середньої Азії, що були депортовані туди у 1930-х роках з Далекого Сходу СРСР[джерело?]. Більшість українських корейців проживають у південних регіонах, найбільше — у Криму та Миколаївській області[джерело?].

## Історія
Перші корейці в Україні з'явилися на початку XX століття. Масовіше заселення почалося в 50-60 роках у Миколаївську, Херсонську області та у Крим, де корейці орендували землю під баштанництво і для вирощування цибулі. У містах України корейці почали з'являтися в часи «хрущовської відлиги». Це були в основному випускники вищих навчальних закладів. І сьогодні корейська діаспора в Україні характеризується високим освітньо-культурним рівнем: близько 80 % громадян України корейського походження мають вищу освіту.
До початку 90-х років не існувало ніяких національно-культурних суспільств, і лише в 1992 році була утворена Асоціація корейців України. Сьогодні в 27 містах України діють регіональні асоціації корейців. І за неофіційними даними в Україні сьогодні проживає близько 50 000 корейців. Більшість корейців потрапили в Україну з Узбекистану, Казахстану і Далекого Сходу. Необхідно відзначити, що українські корейці, незважаючи на свою нечисленність, активно включилися в суспільно-політичне і національно-культурне життя незалежної України. Починаючи з 1992 року в багатьох містах і, у першу чергу, у м. Києві були відкриті недільні школи по навчанню корейській мові, національні ансамблі, культурні центри.
У 1992 р. була утворена Асоціація корейців України (АКУ), яка має регіональні осередки у багатьох містах України.
У 1995 р. у Київському національному лінгвістичному університеті (КНЛУ) було відкрито відділення з вивчення корейської мови, де почали готувати філологів-перекладачів корейської мови. На базі КНЛУ регулярно проводяться всеукраїнська студентська олімпіада з корейської мови, семінари для викладачів, інші освітянські та культурні заходи.
У 1996 р. було відкрито відділення з вивчення корейської мови в Київському Національному університеті ім. Тараса Шевченка. Того ж року у Київській гімназії східних мов створено групу з вивчення корейської мови.
У 2006 році створено Центр корейської мови та літератури у Київському національному університеті ім. Тараса Шевченка. Головними завданнями центру є вдосконалення системи підготовки філологів-кореєзнавців, покращення умов для науково-методичної роботи викладачів та аспірантів корейської секції, створення умов для самостійного вивчення корейської мови та літератури з різних галузей кореєзнавства студентами університету та інших вузів України.
З 2007 р. у Києві функціонує Корейський культурний центр, на базі якого є бібліотека, проводяться різноманітні культурні заходи, курси з корейської мови. Центром видається журнал «Мугунхва» (у перекладі з корейської — «квітка гібіскуса», яка є національним символом Республіки Корея).
22 грудня 2023 року, у Київському університеті імені Бориса Грінченка відкрили Центр кореєзнавства.

## Історична динаміка
Динаміка чисельності корейців за переписами:
- 1926 — 104
- 1939 — 845
- 1959 — 1 341
- 1970 — 4 480
- 1979 — 6 061
- 1989 — 8 669
- 2001 — 12 711

## Розселення
Чисельність корейців у регіонах України за переписом 2001 р.
| Регіон                    | Чисельність |
| Автономна Республіка Крим | 2877        |
| Миколаївська область      | 1751        |
| Дніпропетровська область  | 1446        |
| Херсонська область        | 1253        |
| Донецька область          | 1124        |
| Запорізька область        | 931         |
| Одеська область           | 773         |
| Луганська область         | 482         |
| Харківська область        | 394         |
| м. Київ                   | 384         |
| Кіровоградська область    | 271         |
| Полтавська область        | 216         |
| Черкаська область         | 151         |
| м. Севастополь            | 150         |
| Київська область          | 109         |
| Житомирська область       | 46          |
| Львівська область         | 45          |
| Вінницька область         | 43          |
| Хмельницька область       | 41          |
| Закарпатська область      | 40          |
| Сумська область           | 35          |
| Тернопільська область     | 33          |
| Чернівецька область       | 33          |
| Чернігівська область      | 26          |
| Івано-Франківська область | 21          |
| Волинська область         | 18          |
| Рівненська область        | 18          |
| Україна                   | 12711       |
|                           |             |

## Мова
Рідна мова корейців України за переписом 2001 р.
- російська — 9 662 (76,0 %)
- корейська — 2 223 (17,5 %)
- українська — 700 (5,5 %)
- інша — 96 (0,8 %)

## Релігія
Більшість українських корейців є християнами, меншість буддистами.

## Відомі представники
- Віссаріон Кім — енергетик, екс-виконувач обов'язків президента ДП НАЕК «Енергоатом».
- Павло Лі — актор та співак.
- Світлана Лі — політичний і громадський діяч, член Конгресу національних громад України.
- Олександр Сін — український політик, міський голова Запоріжжя у 2010—2015 рр.
- Володимир Цой — підприємець та громадський діяч.
- Віталій Кім — український політик і підприємець, голова Миколаївської ОДА з 2020 року.
- Кан Ден Сік — голова Всеукраїнської асоціації корейців.
- Сергій Лі (1964—2023) — український військовослужбовець, учасник російсько-української війни, полковник, Герой України (2024, посмертно).